# Hohenfinow
Hohenfinow település Németországban, azon belül Brandenburgban. Lakosainak száma 503 fő (2023. december 31.). Hohenfinow Falkenberg (Mark) és Niederfinow községekkel határos.

## Népesség
A település népességének változása:
| Lakosok száma | 525  | 515  | 520  | 522  | 503  |
|               | 2017 | 2019 | 2021 | 2022 | 2023 |